# Professorenkatalog der Universität Leipzig
Der Professorenkatalog der Universität Leipzig ist ein Online-Verzeichnis aller Leipziger Professoren, die zwischen der Universitätsreform 1830/31 und dem faktischen Ende der Ordinarienuniversität in der frühen DDR an der Universität Leipzig gelehrt haben.

## Zeitrahmen
Der ausgewählte Zeitraum korrespondiert damit mit den universitätsgeschichtlich bedeutendsten Phasen seit der Reorganisation der Universität in den 1830er Jahren und ihrer Entwicklung zum modernen wissenschaftlichen Großbetrieb.
Dem Schicksal ihrer Mitglieder in den politischen Umbrüchen des 20. Jahrhunderts gilt dabei besonderes Augenmerk. Eine chronologische Erweiterung auf die Zeit vor 1831 und nach 1990/93 ist möglich.

### Aufnahme
Kriterium für die Aufnahme ist, wie auch bei anderen Katalogen dieser Art, die Amtsbezeichnung ‚Professor‘. Die einzelnen Professoren werden mit ihren wichtigsten Lebensdaten, Karrierestationen und Publikationen vorgestellt. Soweit möglich, soll von allen Personen ein Bild eingestellt werden. Im Professorenkatalog gibt es einen Nihilartikel über den „Gemütlichkeitsforscher“ Robert Assel.

### Struktur
Der Leipziger Professorenkatalog ist nach Epochen gegliedert, die sich an den politischen Systemen des 19. und 20. Jahrhunderts orientieren. Der Einstieg zu den einzelnen Biogrammen erfolgt über die Fakultäten. Dort kann man aus den Fakultäten der Universität auswählen und erhält die Fachvertreter alphabetisch aufgelistet. Einfache und erweiterte Suchfunktionen ermöglichen es, eine einfache oder kombinierte Recherche nach Personen, Fachgebieten und Institutionen durchzuführen. Mit der einfachen Suche können die Biogramme einzelner Professoren oder Fachvertreter gezielt recherchiert werden. Außerdem ermöglicht eine freie SPARQL-Anfrage auch das Formulieren komplexer Anfragen. Diese erweiterte Suchfunktion steht vorerst allerdings nur Mitarbeitern der Universität Leipzig zur Verfügung.

### 1945–1993
Wegen Auslaufens des Förderprojektes 2013 erstellten Seniorenstudenten der Universität Leipzig in Ergänzung zum Professorenkatalog Catalogus Professorum Lipsiensis einen eigenen Professorenkatalog unter dem Namen „Professoren der Universität Leipzig 1945–1993“. Als Zeitzeugen wurden sie bereits für die Recherche am geförderten Projekt einbezogen.